# Richard Krüger (Politiker, 1880)

Richard Krüger

Richard Krüger (* 4. Juli 1880 in Leipzig; † 30. Januar 1965 in Halle (Saale)) war ein deutscher Politiker der Weimarer Republik und Reichstagsabgeordneter (SPD).

## Leben
Krüger erlernte nach dem Besuch der Mittelschule in Leipzig das Maschinenbauerhandwerk. Als Monteur war er mehrere Jahre auch im Ausland tätig. Abendschulkurse zur Nationalökonomie und zu den Staatswissenschaften besuchte er an der Universität Leipzig und machte auch Fortbildungen an der Parteibildungsschule. Er wurde Sekretär der Ortskrankenkasse Leipzig, anschließend arbeitete er als Arbeitersekretär und Geschäftsführer des Deutschen Metallarbeiterverbandes in Merseburg. Krüger arbeitete auch als Vertreter für ein Großarmaturenwerk.
Ab 1913 war er Stadtverordneter in Merseburg, wo er bereits als Stadtrat tätig war. Von 1919 bis 1921 war er Mitglied im Fraktionsvorstand der SPD in der Preußischen Landesversammlung und wurde 1920 in den Reichstag gewählt, dem er bis 1928 angehörte. Krüger legte wegen der Übernahme des Amtes des Polizeipräsidenten in Weißenfels sein Mandat nieder. Von 1928 bis 1933 fungierte er als Polizeipräsident in Weißenfels. Nach der Machtergreifung wurde er entlassen und mehrfach inhaftiert, zuletzt im KZ Sachsenhausen.
Nach Kriegsende war Krüger mit Georg König von der KPD führend am Aufbau der Provinzpolizei in Sachsen-Anhalt beteiligt und war vom 1. Juli 1945 bis 1950 Polizeipräsident in Halle. Gleichzeitig war er ehrenamtlicher Stadtrat in Halle (Saale). Von 1946 bis 1950 war er Mitglied des Landtages von Sachsen-Anhalt und in der zwangsvereinigten SED Mitglied der Provinzialleitung.